# Jean-Jacques Sempé
Jean-Jacques Sempé (Pessac, 17 augustus 1932 – Draguignan, 11 augustus 2022) was een Frans cartoonist, illustrator en stripauteur.

## Levensloop
Sempé werd geboren in Pessac, een voorstad van Bordeaux. Hij had vanwege alcohol- en geldproblemen in zijn gezin een moeilijke jeugd. Hij  was een ongehoorzame leerling, wat ertoe leidde dat hij van school werd gestuurd en op zeventienjarige leeftijd begon te werken. Hij werkte eerst als assistent bij een wijnhandelaar, alvorens zich in te schrijven in het leger. Hij besloot zijn militaire diensttijd in Parijs te dienen.
Op zijn negentiende begon Sempé humoristische tekeningen te maken. Vanaf dat moment werkte hij als illustrator voor verschillende bladen, zoals L'Express en Paris Match.
Vanaf 1954 verscheen zijn strip Le Petit Nicolas. Nicolas, de hoofdpersoon, was al eerder verschenen in Sempés cartoons, maar René Goscinny had hem op het idee gebracht een eigen stripverhaal rond dit figuurtje te maken. Goscinny schreef de scenario's voor deze strip – onder pseudoniem. In 1959 besloten ze echter de reeks om te vormen naar geschreven verhalen, waarvoor Goscinny de scenario's bedacht en Sempé de illustraties leverde. De reeks verscheen vanaf 1960 in het blad Pilote. Van de boeken over Nicolas zijn meer dan 15 miljoen exemplaren verkocht in 45 landen. 
Verder was Sempé bekend vanwege zijn poster-achtige illustraties voor bekende Franse tijdschriften als L'Express, Marie Claire en Paris Match. Hij gebruikte hiervoor vaak zachte aquarelkleuren. Sempé heeft tevens rond de 100 covers voor The New Yorker getekend.
Hij overleed op 89-jarige leeftijd, zes dagen voor zijn 90e verjaardag.
- Bibsys: 90679260
- Biblioteca Nacional de España: XX1018019
- Bibliothèque nationale de France: cb119243947 (data)
- Catàleg d'autoritats de noms i títols de Catalunya: 981058601660706706
- CiNii: DA02684417
- Digitale Bibliotheek voor de Nederlandse Letteren: semp003
- Gemeinsame Normdatei: 118764500
- International Standard Name Identifier: 0000 0003 6864 5705
- Library of Congress Control Number: n50009766
- Nationale Bibliotheek van Letland: 000003293
- MusicBrainz: e0c2fa28-6a02-4819-9c58-5f6257040390
- Bibliotheek van het Japanse parlement: 00456091
- Nationale Bibliotheek van Tsjechië: jn19990007447
- Nationale bibliotheek van Australië: 36568680
- Nationale Bibliotheek van Israël: 987007307767505171
- Nationale Bibliotheek van Polen: a0000002096258
- Nationale en Universitaire bibliotheek Zagreb: 000185365
- Nederlandse Thesaurus van Auteursnamen: 069019320
- Réseau des bibliothèques de Suisse occidentale: 02-A003821395
- RKD-Nederlands Instituut voor Kunstgeschiedenis: 249386
- Istituto Centrale per il Catalogo Unico: CFIV095749
- SNAC: w68g8pk2
- Système universitaire de documentation: 027131823
- Union List of Artist Names: 500102794
- Virtual International Authority File: 95159270